# Batalla de Làutules
La batalla de Làutules es va lliurar l'any 315 aC entre els romans, dirigits pel dictador Quint Fabi Màxim Rul·lià i els samnites. Els samnites van guanyar la batalla.
Els samnites van dirigir-se a assetjar Plistica. Pocs dies després Satícula es va rendir però els samnites van assaltar i prendre Plistica. Les legions romanes es van dirigir llavors des del Samni i la Pulla cap a Sora, ciutat poblada per volscs on hi havia establerta una colònia romana. Els volscs s'havien revoltat contra els romans i havien matat als colons. Els samnites també van marxar cap a la zona i els dos exèrcits es van trobar prop de la ciutat, a Lautulae o Ad Lautulas, un pas de muntanya entre Tarracina i Fundi, pas que era fàcilment defensable.
Segons Titus Livi, la batalla no va tenir un resultat clar, però admet que alguns historiadors pensaven que va ser una derrota dels romans, i on va morir el magister equitum Quint Auli Cerretà. Diodor de Sicília diu que aquesta batalla va portar una gran agitació a la Campània, i que les ciutats properes dels ausonis en van revoltar.